# Берг, Пётр Иванович фон
 Пётр Иванович фон Берг  (1749—1813) — российский государственный деятель, действительный статский советник, Екатеринославский, Подольский и Могилёвский губернатор. Переводчик и стихотворец.

## Биография
Родился в Лифляндии в дворянской семье. Лютеранского вероисповедания.
В 1768—1772 годах обучался в Московском университете. С 22 апреля 1772 «за ревность и усердие в службе» был переведен переводчиком в Ревизион-коллегию.
В июле 1777 года получил чин коллежского секретаря и был прикомандирован «к директорским делам».
В марте 1778 года по указу Екатерины II было образовано Владимирское, в 1779 — Тамбовское, а в 1780 — Пензенское наместничество. Первым владимирским, пензенским и тамбовским наместником и генерал-губернатором стал Р. И. Воронцов. В 1778 Берг был определён адъютантом к Р. И. Воронцову и исполнял при этом обязанности правителя канцелярии при учреждении этих губерний. Удаление его из столицы и перевод во Владимир связаны, вероятно, с тем, что он попал под следствие по обвинению в приписке, хотя вина Берга не была доказана.
Масон, член-основатель и с 1778 года мастер стула ложи во Владимире, которая входила в масонский союз под руководством И. П. Елагина.
В сентябре 1780 был назначен во Владимирскую гражданскую палату, где пользовался протекцией Р. И. Воронцова, с 2 мая 1791 — председатель Гражданской палаты. Кроме того, был главным комиссаром Комиссии по разграничению Владимирской и соседних с ней губерний, вёл следствие о злоупотреблениях чиновников при рекрутских наборах.
17 мая 1798 года был произведён в статские советники.
В 1802 г. назначен вице-губернатором Литовско-Гродненской (Гродненской) губернии.
В 1804 — екатеринославский губернатором, с производством в действительные статские советники.
В 1808 — гражданский губернатор Подольской губернии.
С 1809 до 1812 г. состоял могилёвским гражданским губернатором.

## Награды
- Орден Святой Анны 2 степени
- Орден Святого Владимира 4 степени.

## Творческая деятельность
Автор двух стихотворных од: «Его Императорскому Величеству Александру I-му на случай новоизданных Всевысочайших милостивых манифестов» (1801) и «Чувства россиянина при коронации Императора Александра І» (1801).
Перевел с французского роман Фильдинга «Амалия» (СПб., 1772—1785 гг.).

## Источник
- Берг, Петр Иванович // Русский биографический словарь : в 25 томах. — СПб., 1900. — Т. 2: Алексинский — Бестужев-Рюмин. — С. 724.